# Kasteel van Boelare

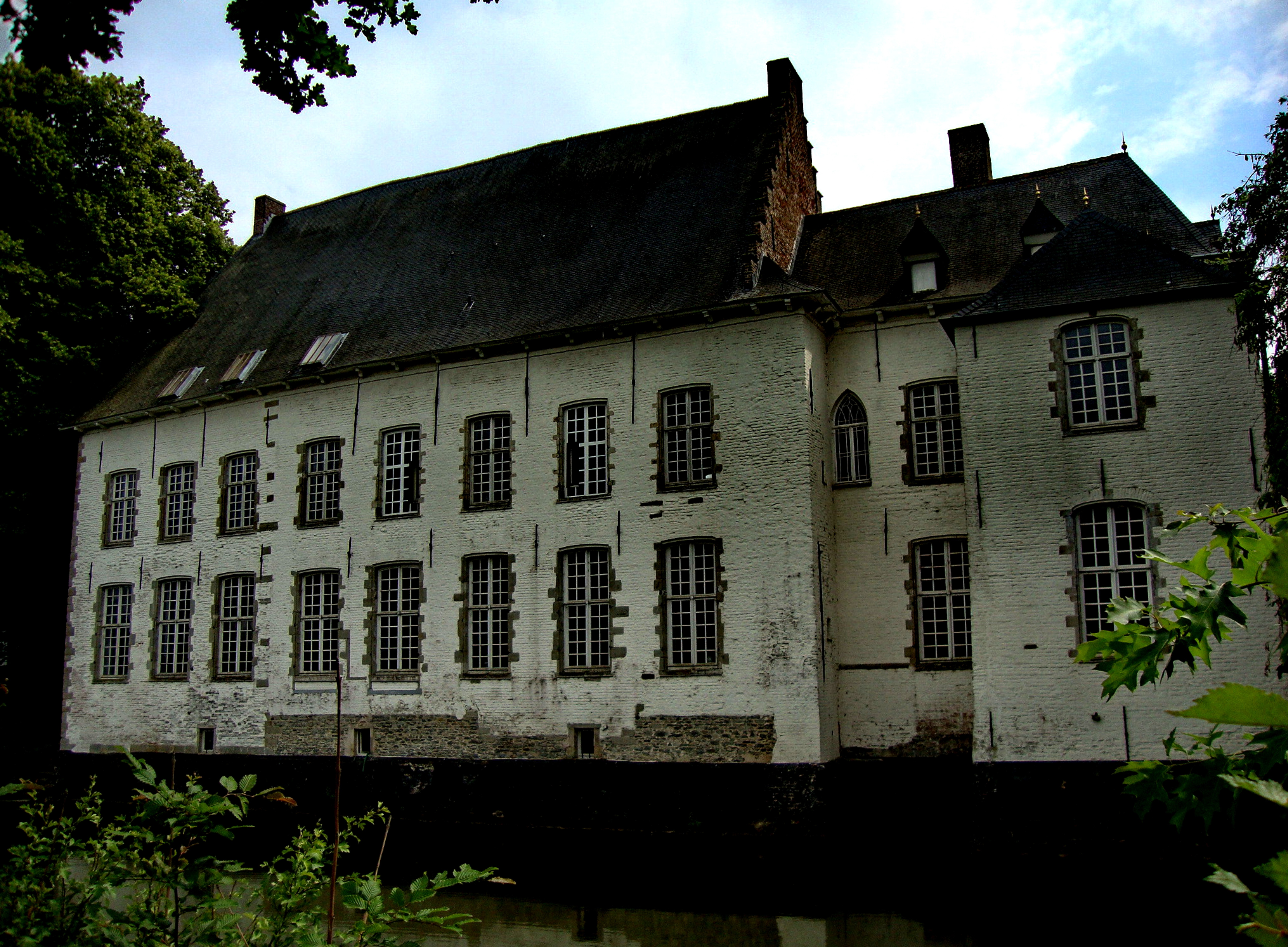
Baronie van Boelare

Het Kasteel van Boelare of de Baronie van Boelare is een omgracht kasteel  ten noordoosten van het vroegere dorpje Nederboelare (Geraardsbergen). Het kasteeldomein ligt aan een bocht van de Dender. Het L-vormige wooncomplex stamt uit het eerste kwart van de 17de eeuw en werd aangepast in de 18de eeuw. Het domein omvat een uitgestrekt park, een deels gekasseide populierendreef en een neogotische kapel. Het is in gebruik als rust- en verzorgingstehuis.